# 블록 파티 뮤직 앤 아트 페스티벌
블록 파티 뮤직 앤 아트 페스티벌(영어: Block Party Music and Art Festival)은 매년 대한민국 서울특별시 해방촌 일대에서 열리는 록 페스티벌이다. 해방촌의 다양한 라이브 장소와 술집, 음식점에서 진행된다.
블록 파티는 2022년에 시작되었으며, 음악 공연 이외에도 드래그 쇼, 스탠드업 코미디, 레슬링, 퍼포먼스 아트, 마술 등의 프로그램이 있다. 2023년에는 10개의 장소가, 2024년에는 12개의 장소가 페스티벌과 함께 했다.
페스티벌의 기획자 제이미 핀(Jamie Finn)은 2024년을 마지막 페스티벌이라고 공지했으며, 2025년에는 부산에서 4개의 장소와 함께 한 비슷한 형태의 디베이저 페스티벌(Debaser Festival)을 개최하기도 했다. 그러나 주최측은 공지를 번복하며 2025년에도 블록 파티가 진행될 것임을 알렸다.

## 같이 보기
- 대한민국의 음악제 목록